# Bodycam

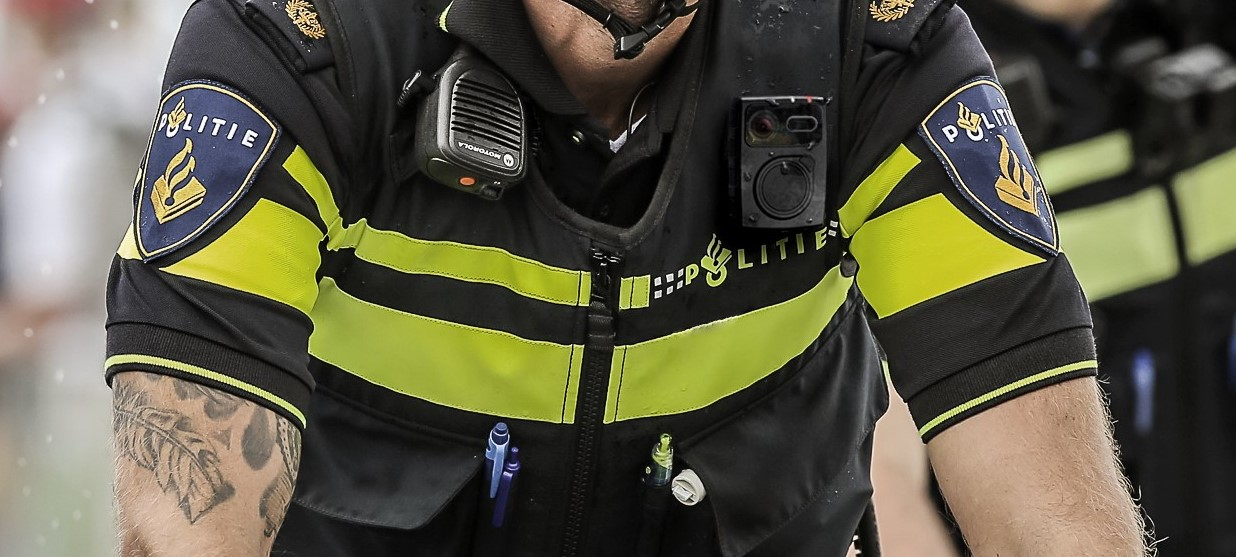
Politie met bodycam

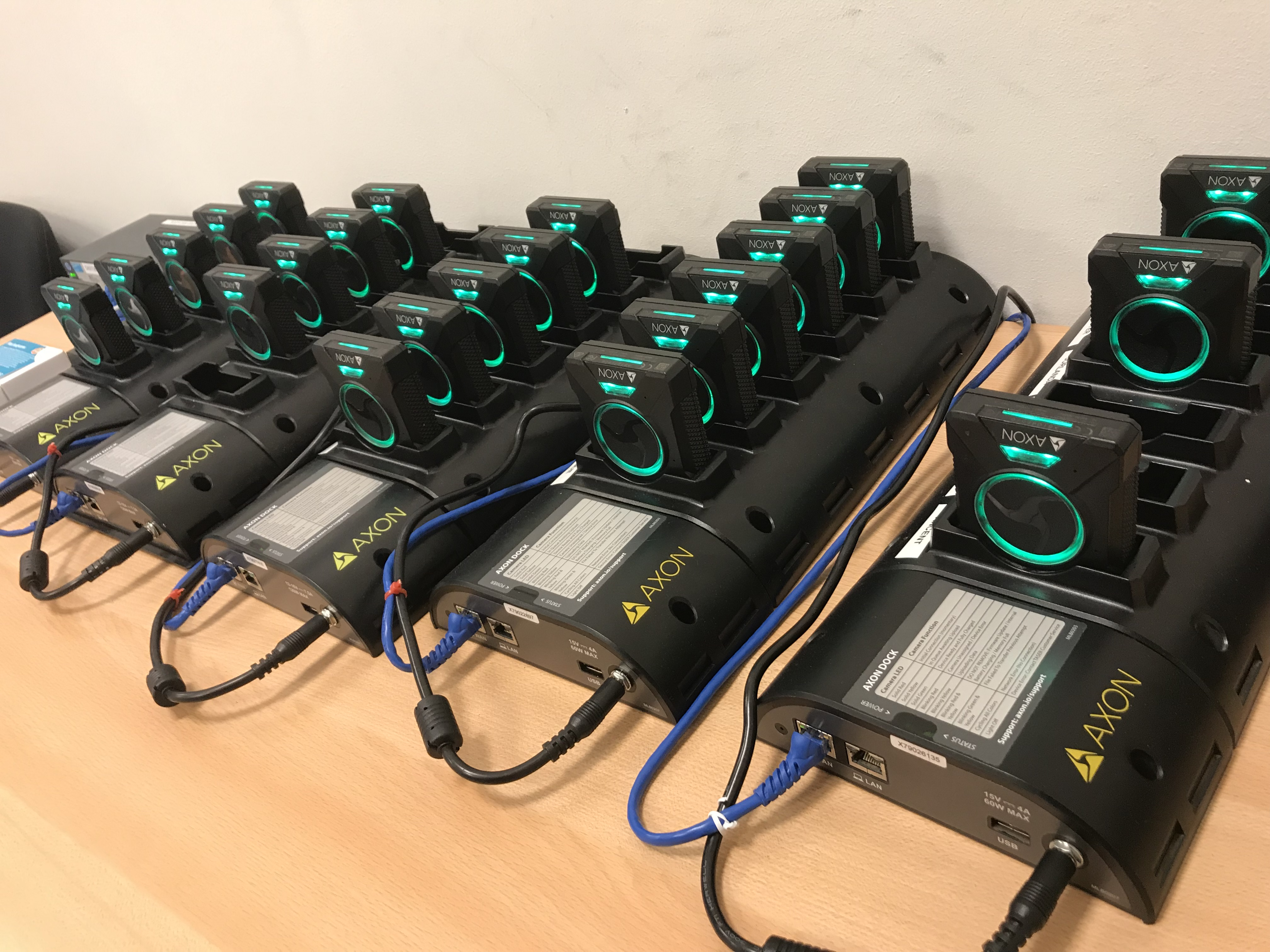
Bodycams in docking stations tijdens opladen batterij en uploaden beelden

Een bodycam, in het Engels bekend als body worn video (BWV), is een kleine draagbare camera. Bodycams worden meestal op de borst, maar soms ook op de schouder of op de helm gedragen. Daardoor onderscheiden ze zich van een dashcam die op het dashboard van een voertuig is gemonteerd en van regulier cameratoezicht met vaste camera's die op een gebouw of op een paal zijn gemonteerd.
Bodycams zijn meest bekend van het gebruik door politie en andere wetshandhavers. Verder worden de camera's gebruikt voor recreatief gebruik (zoals door extreme sporten, mountainbikers), bedrijfsmatig gebruik in de handel en de retail, in de zorg, door defensie, journalistiek, sousveillance door burgers, en bij geheime bewaking.